# سيزار بازان
سيزار بازان (بالإسبانية: César Bazán)‏ مواليد 13 ديسمبر 1974 في مدينة مكسيكو، المكسيك، هو ملاكم محترف مكسيكي يصنف ضمن فئة وزن الوسط. حقق بطولة المجلس العالمي للملاكمة.

## إحصائيات
خاض خلال مسيرته 60 نزالا، فاز في 48 وتعادل في 1 وخسر في 11. فاز بالضربة القاضية في 31 نزالا.

## روابط خارجية
- سيزار بازان على موقع بوكس ريك (الإنجليزية) (registration required)